# Карпокорисы
Карпокорисы, или щитники цветочные (лат. Carpocoris) — род клопов из семейства настоящих щитников.

## Описание
Отверстия пахучих желёз продолжены в длинную бороздку. Усики полностью чёрные, его третий членик в два раза короче второго.

## Виды
В состав рода входят:
- Carpocoris coreanus Distant, 1899
- Carpocoris fuscispinus (Boheman, 1851) — Щитник остроплечий[1]
- Carpocoris mediterraneus Tamanini, 1958
- Carpocoris melanocerus (Mulsant & Rey, 1852)
- Carpocoris pudicus (Poda, 1761) — Щитник обыкновенный[1]
- Carpocoris purpureipennis (De Geer, 1773) — Щитник черноусый[1]